# Ulica Józefa Piłsudskiego w Leżajsku
Ulica Józefa Piłsudskiego w Leżajsku – najdłuższa ulica (7,2 km) w Leżajsku. Łączy ulice Jarosławską z Warszawską i jest drogową obwodnicą miasta w ciągu drogi krajowej nr 77.
Wybudowana w latach 2013-2014. Umożliwia pojazdom ominięcie obszaru miejskiego i odciążenie ulic miasta z ruchu kołowego. Nazwę otrzymała 27 października 2014 roku.